# Beauzac
Beauzac ist eine französische Gemeinde mit 2.964 Einwohnern (Stand: 1. Januar 2022) im Département Haute-Loire in der Region Auvergne-Rhône-Alpes. Sie gehört zum Arrondissement Yssingeaux und zum Kanton Bas-en-Basset.

## Geographie
Beauzac liegt im Velay, einer Landschaft im französischen Zentralmassiv. Die Loire begrenzt die Gemeinde im Süden und Westen. Im Norden der Gemeinde fließt die Ance.
Beauzac wird umgeben von den Nachbargemeinden Bas-en-Basset im Norden, Monistrol-sur-Loire im Osten, Saint-Maurice-de-Lignon im Süden und Südosten, Beaux im Süden, Retournac im Westen und Südwesten sowie Tiranges im Nordwesten.

## Geschichte
Erstmals urkundlich erwähnt wird der Ort in den Urkunden der Abtei von Chamelières-sur-Loire im Jahre 923.

### Bevölkerungsentwicklung
| Jahr                       | 1962 | 1968 | 1975 | 1982 | 1990 | 1999 | 2006 | 2017 |
| Einwohner                  | 1515 | 1472 | 1574 | 1867 | 1955 | 2061 | 2563 | 2936 |
| Quellen: Cassini und INSEE |      |      |      |      |      |      |      |      |

## Sehenswürdigkeiten
- Kirche Saint-Jean aus dem 12. Jahrhundert, im 17. Jahrhundert umgebaut
- Kapelle Le Fraisse
- Viaduc de Branas, Brücke über die Loire

## Persönlichkeiten
- Jean Proriol (* 1934), Politiker (UMP), seit 1962 Bürgermeister von Beauzac

## Weblinks

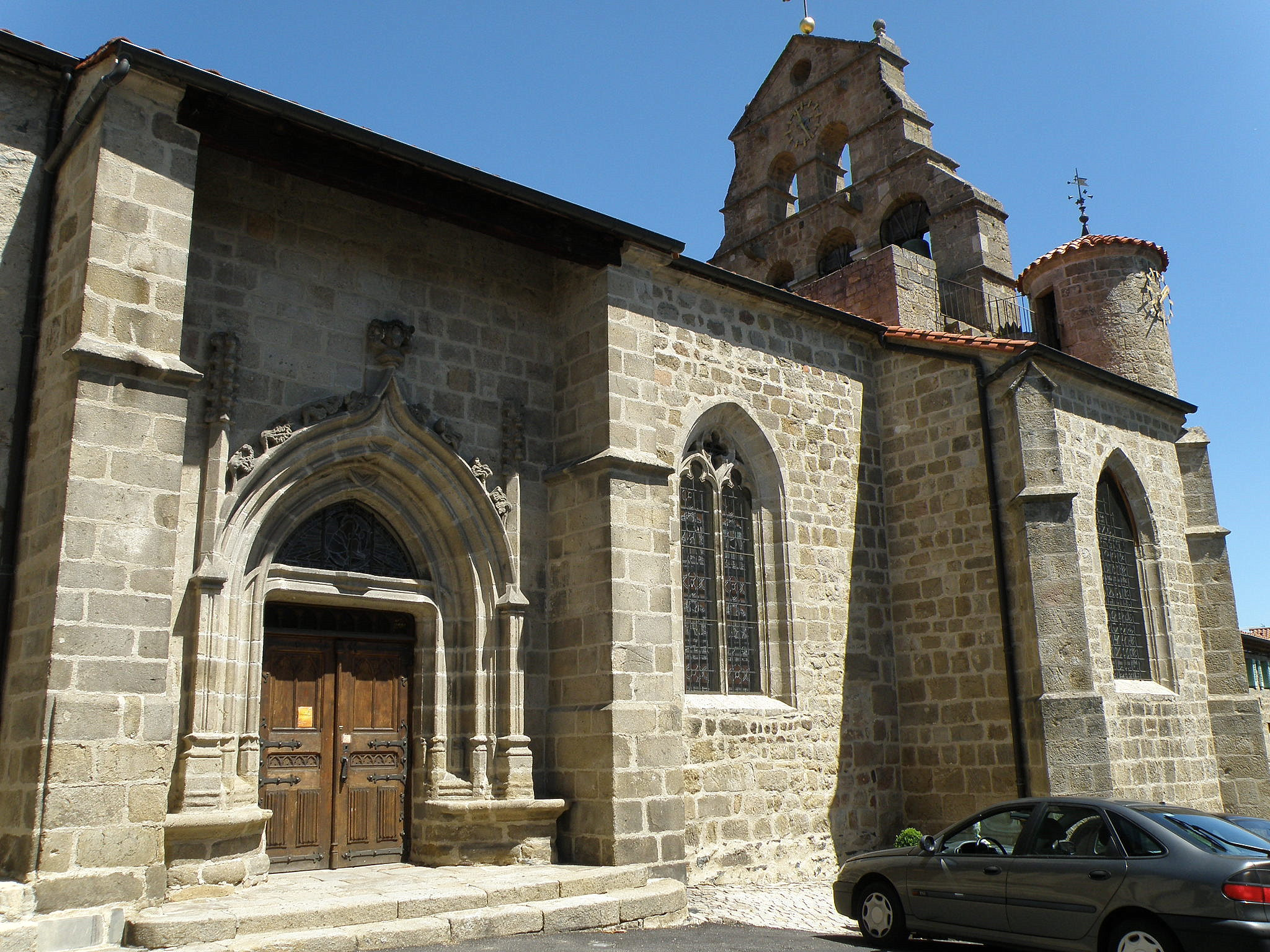
Kirche Saint-Jean